# Aliança Socialdemòcrata
Aliança Socialdemòcrata (islandès Samfylkingin) és un partit polític islandès socialdemòcrata. Actualment governa al costat del partit Moviment d'Esquerra-Verd, i la seva cap Jóhanna Sigurðardóttir, és la primer ministre d'Islàndia. És membre de la Internacional Socialista i observador del Partit Socialista Europeu.
Va néixer poc abans de les eleccions legislatives islandeses de 1999, com a unió dels quatre partits d'esquerres existents: el Partit Socialdemòcrata (Alþýðuflokkurinn), l'Aliança Popular (Alþýðubandalagið), Despertar de la Nació (Þjóðvaki), i la Llista de les Dones (Samtök um kvennalista). La fusió es va realitzar amb l'intent d'unir a tot el centreesquerra islandès, per a guanyar al Partit de la Independència (Sjálfstædisflokkurinn), de centredreta. A pesar d'això, el nou partit va perdre les eleccions de 1999 i 2003.

## Resultats electorals
| Any  | Líder                        | Vots   | %    | Escons  | +/– | Pos. | Govern   |
| ---- | ---------------------------- | ------ | ---- | ------- | --- | ---- | -------- |
| 1999 | Margrét Frímannsdóttir       | 44,378 | 26.8 | 17 / 63 | 6   | Nou  | Oposició |
| 2003 | Össur Skarphéðinsson         | 56,700 | 31.0 | 20 / 63 | 3   | = 2n | Oposició |
| 2007 | Ingibjörg Sólrún Gísladóttir | 48,743 | 26.8 | 18 / 63 | 2   | = 2n | Coalició |
| 2009 | Jóhanna Sigurðardóttir       | 55,758 | 29.8 | 20 / 63 | 2   | 1r   | Coalició |
| 2013 | Árni Páll Árnason            | 24,292 | 12.9 | 9 / 63  | 11  | 3r   | Oposició |
| 2016 | Oddný G. Harðardóttir        | 10,893 | 5.7  | 3 / 63  | 6   | 7è   | Oposició |
| 2017 | Logi Már Einarsson           | 23,652 | 12.1 | 7 / 63  | 4   | 4t   | Oposició |
| 2021 | Logi Már Einarsson           | 19,825 | 9.9  | 6 / 63  | 1   | = 4t | Oposició |
| 2024 | Kristrún Frostadóttir        | 44,091 | 20.8 | 15 / 63 | 9   | 1r   | Coalició |

## Líders
| Núm | President | President                           | Mandat               | Mandat               |
| Núm | President | President                           | Inici                | Final                |
| --- | --------- | ----------------------------------- | -------------------- | -------------------- |
| 1   |           | Margrét Frímannsdóttir (1954)       | 1999                 | 2000                 |
| 2   |           | Össur Skarphéðinsson (1953)         | 2000                 | 2005                 |
| 3   |           | Ingibjörg Sólrún Gísladóttir (1954) | 2005                 | 2009                 |
| 4   |           | Jóhanna Sigurðardóttir (1942)       | 2009                 | 26 de febrer de 2013 |
| 5   |           | Árni Páll Árnason (1966)            | 26 de febrer de 2013 | 3 de juny de 2016    |
| 6   |           | Oddný Guðbjörg Harðardóttir (1957)  | 3 de juny de 2016    | 31 d'octubre de 2016 |
| 7   |           | Logi Már Einarsson (1964)           | 31 d'octubre de 2016 | 28 d'octubre de 2022 |
| 8   |           | Kristrún Frostadóttir (1988)        | 28 d'octubre de 2022 | En el càrrec         |